# Argyrodes flavescens
Argyrodes flavescens comúnmente llamada "araña gota de rocío rojo plateada" es una especie de araña que pertenece a la familia Theridiidae.
Se encuentra ampliamente distribuida en el sudeste de Asia y también se encuentra en Sri Lanka. Como otros miembros de este género, esta especie es un cleptoparásito, que viven en la tela de una araña grande y alimentándose de su presa. A. flavescens más comúnmente habita en las redes de Araneidae y Nephilidae. Se registraron ejemplares de A. flavescens en la telaraña de Argiope anasuja en Bambusa arundinacea en la orilla del río Gosthani.

## Descripción

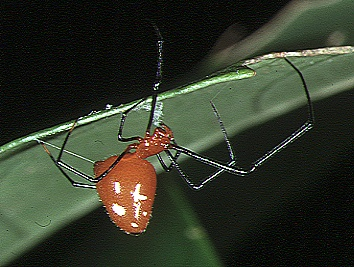
Hembra de Argyrodes flavescens.

Esta es una araña muy pequeña, con una longitud (excluyendo patas) de alrededor de 3 mm. Las patas son de color marrón a marrón oscuro. A menudo el tarso cuarto amarillo y los fémures con anillos amarillos; el abdomen es amarillo pálidos con varios pares de puntos, considerablemente abombada y muy brillante es de color rojo-marrón con manchas blancas.
Las hembras son similares en coloración, pero no poseen proyección cefálica. Las hembras son más grandes que los machos

## Distribución
Japón (Islas Nansei), China (Zhu y cantada 1991), Sumatra, Indonesia (Thorell 1890), Sri Lanka (OP-Cambridge 1880), Malasia y Papua Nueva Guinea y Corea (Namkung 2003). Según Platnick (2009) se distribuye desde Sri Lanka a Japón y Nueva Guinea.